# Randers Sportsklub Freja
A Randers Sportsklub Freja egy dán labdarúgócsapat. A klubot 1898-ban alapították, székhelye Randersben van. 2003-ban a klub négy másik helyi klubbal egyesült, így létrehozva a Randers FC csapatát.

## Sikerek
- Kupa:
  - Győztes (3): 1966–67, 1967–68, 1972–73

- KEK
  - Negyeddöntő: 1968–1969

## Külső hivatkozások
- (dánul) Hivatalos weboldal